# Віндхем Садлер

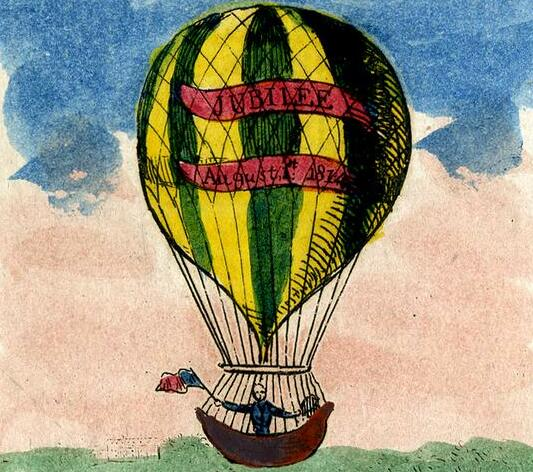
Зображення Седлера та його повітряної кулі на великому ювілеї 1814 року

Віндхем Вільям Садлер (1796 — 30 вересня 1824) — англійський повітроплавець. Його батько був піонером авіації Джеймсом Садлером, і, отримавши інженерну освіту, Садлер пішов по стопах батька. Він здійснив підняття на повітряній кулі в Лондоні під час великого ювілею 1814 року, а в 1817 році здійснив перший успішний повітряний перетин Ірландського моря, подвиг, який безуспішно намагався зробити його батько. Седлер загинув, коли його повітряна куля врізалася в трубу біля Блекберна під час польоту в 1824 році.